# Euryneura fascipennis
Euryneura fascipennis är en tvåvingeart som först beskrevs av Fabricius 1805.  Euryneura fascipennis ingår i släktet Euryneura och familjen vapenflugor. Inga underarter finns listade i Catalogue of Life.